# Heterodermia podocarpa
Heterodermia podocarpa är en lavart som först beskrevs av Bél., och fick sitt nu gällande namn av D. D. Awasthi. Heterodermia podocarpa ingår i släktet Heterodermia och familjen Physciaceae.   Inga underarter finns listade i Catalogue of Life.